# HFIM

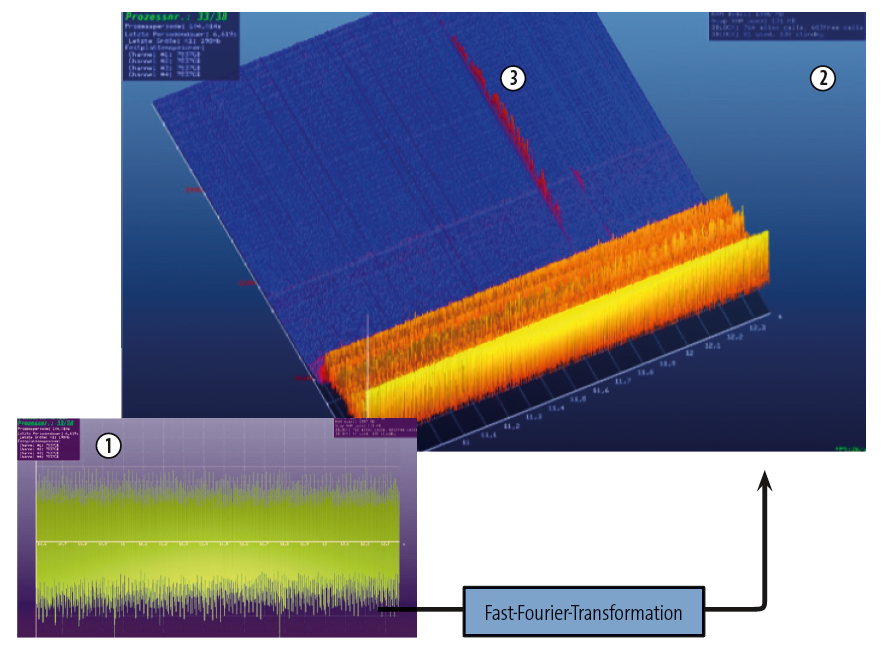
Darstellung eines Körperschall-Signals mittels eines klassischen „Amplitude vs. Zeit“-Diagramms (1) und als HFIM-Prozesslandschaft (2). Die Stör- und Nutzgeräuschtrennung wird hier besonders deutlich, da ein impulsartiges Signal (3) in der HFIM-Darstellung sofort identifiziert werden kann, während es in der klassischen Darstellung komplett verschwindet.

HFIM, Akronym für Hoch-Frequenz-Impuls-Messung (englisch high-frequency-impulse-measurement, ebenfalls HFIM), ist ein spezielles Verfahren der Körperschall-Messung. Hierbei wird noch während des Messvorgangs eine Frequenzanalyse (meist mittels einer Fourier-Transformation) der aufgenommenen Schallamplituden durchgeführt, sodass in Echtzeit nicht nur Informationen über die „Lautstärke“ des vermessenen Vorgangs gewonnen werden, sondern auch deren Frequenzverteilung. Dies ermöglicht die einfache Separation von Störgeräuschen und Nutzsignalen, selbst wenn diese Nutzsignale deutlich schwächer ausgeprägt sind als die Störgeräusche. Anwendung findet das Verfahren daher in der in-line-Überwachung industrieller Fertigungsprozesse, die eine einhundertprozentige Qualitätsüberwachung benötigen. Ebenfalls im Bereich des Condition-Monitorings bzw. der Werkzeugüberwachung (tool wear) findet die HFIM Anwendung.

## Grundlagen
Die Hochfrequenz-Impuls-Messung ist ein Berechnungsalgorithmus auf Basis einer diskreten Signaltransformation für die Analyse von Körperschall-Signalen. Sie dient der Gewinnung von Frequenzinformationen aus einer beliebigen Körperschall-Quelle. Verwendet wird dazu meist eine Fourier-Reihenentwicklung, die softwareseitig durch eine Fast-Fourier-Transformation (FFT) realisiert wird. Dies hat den Vorteil, dass die Frequenzinformationen sehr schnell berechnet werden können und damit nahezu instantan zur Verfügung stehen. Im Gegensatz zur Hüllkurvenanalyse, dem klassischen Analyse-Verfahren der Körperschall-Messung, wird das Signal nicht entfaltet und anschließend transformiert, sondern direkt einer FFT unterzogen. Dadurch werden vor allem singuläre Ereignisse von der FFT als Signale mit stark abweichender Periodizität dargestellt (die Fourier-Transformation eines einzelnen Impulses ist ein sich über den gesamten betrachteten Frequenzraum ausdehnendes Signal) und sind somit sehr leicht von den übrigen „Geräuschen“ des Prozesses zu unterscheiden.
Der durch diesen Analyseschritt gewonnene Signal-Stör-Abstand ist dabei der Hauptvorteil der HFIM gegenüber herkömmlichen Körperschall-Analyse-Methoden. Mathematisch beruht er schlicht auf der Tatsache, dass die Fourier-Transformation streng genommen nicht definiert ist für einmalige, nicht-periodische Signale. Die dadurch erzeugte deutliche Hervorhebung solcher Signale, die in der Praxis meist auf Störereignisse in einem Prozess wie die Bildung von Rissen hindeuten, ist dabei gerade gewünscht.

### Akustische Detektion von Rissen in metallischen Gefügen
Ein Riss in einem metallischen Gefüge hat immer die Zerstörung von metallischen Bindungen zur Folge und führt zum Anwendungsversagen eines Bauteils. Es wird zwischen mikroskopischen Rissen und makroskopischen Rissen unterschieden. Im Wesentlichen sind die Quellen zur Rissinitiierung bekannt. Dazu zählen insbesondere bearbeitungsbedingte Oberflächenrauigkeiten und Kerben, Oberflächenprotrusionen (Vorwölbungen) durch Gleitbänder, Spannungserhöhungen durch nichtmetallische Einschlüsse, Ausscheidungen und Poren sowie Korngrenzen.
Mittels der HFIM lassen sich Körperschall-Signale, die auf diese Entstehungsmechanismen zurückgehen, detektieren und eindeutig quantifizieren. Aufgrund der elastischen Verformungsfähigkeit von Metallen werden Festkörperschallwellen durch das Gitter mit sowohl longitudinalen als auch transversalen Anteilen geleitet. Bei der Rissentstehung wird Energie in Form von Wärme, Bewegungsenergie durch die Rissöffnung und Festkörperschallwellen freigesetzt. Die Festkörperschallwellen sind zur Detektion besonders geeignet, da sie durch Fernleitung und Reflexion an Grenzflächen an beliebigen Stellen der Bauteiloberfläche oder mit der Bauteiloberfläche in Verbindung stehenden Elementen detektiert werden können. Dazu ist die kraftschlüssige Verbindung der verwendeten Piezosensoren mit dem Bauteil oder Werkzeug nötig.
Die bei der Rissentstehung fortgeleiteten Festkörperschallwellen besitzen eine Frequenz im Ultraschallbereich (> 20 kHz) und sind akustisch für den Menschen nicht wahrnehmbar. Phänomene wie der Zinnschrei besitzen Schallfrequenzen, die < 20 kHz sind, da sie die umgebende Luft anregen.

### Sensortechnik
Zur hochfrequenten Detektion von Körperschallwellen wird meist eine Piezokeramik verwendet, wie sie auch in Schwingungs- oder Lagesensoren verbaut werden. Ein Hauptunterschied ist hierbei jedoch, dass ein HFIM-Sensor ohne eine seismische Masse arbeitet, also nicht auf Beschleunigungen reagiert. Ein einfaches Akzelerometer kann somit nicht als HFIM-Sensor genutzt werden. Dies liegt ebenfalls an der unterschiedlichen elektrotechnischen Schaltung des Piezoelementes, das bei einem HFIM-Sensor nicht über einen Ladungsverstärker ausgelesen wird, sondern nur Spannungsimpulse abgegriffen werden. Die Ankopplung der Sensorik für Körperschall-Anwendungen erfolgt somit meist  durch Einschrauben, Ankleben und durch die Befestigung mit einem Haftmagneten und muss kraftschlüssig erfolgen.

## Anwendungen
Anwendung findet die HFIM aufgrund ihrer in-line-Fähigkeit meist in der Überwachung industrieller Fertigungsprozesse. Besondere Schwerpunkte bilden dabei folgende Verfahren:
- Kaltumformung: Im Bereich der Kaltumformung wird die HFIM meist zur Detektion von Rissen während des entsprechenden Bearbeitungsverfahrens eingesetzt. Da hier meist Spannungsrisse entstehen, die eine besonders klare Impulscharakteristik im Körperschall-Bild zeigen, ist die HFIM bei vielen Herstellern gerade der Automotive-Industrie das Qualitätssicherungs-Tool der Wahl.
- Zerspanung: Da gerade in der Hochleistungs-Zerspanung (Drehzahlen um 20.000/min) sehr schnelle Prozess-Analyse-Methoden genutzt werden müssen, wird die HFIM hier eingesetzt, um Fehler im Zerspanungsvorgang zu detektieren und eine Werkzeugüberwachung zu gewährleisten. So lassen sich Werkzeugstandzeiten optimieren und typische Fehler wie Rattermarken prozesssicher auffinden.
- Kunststoff-Spritzgießen: Hier wird mittels HFIM weniger der Spritzprozess als solches überwacht als der Zustand des Werkzeuges, der Spritzgussform. Gerade bei filigranen Formen kommt es in der Praxis häufig zu Defekten an der Form, etwa dem Abbrechen von einzelnen Formteilen, was zur Produktion von Ausschuss führt. Mittels HFIM können solche Werkzeugdefekte beim Entstehen erkannt werden.
- Schweißen: Die Schweißnahtüberwachung mittels HFIM bietet im Vergleich zu herkömmlichen Überwachungssystemen (Strom, Spannung) den Vorteil, dass nicht Eingangsgrößen des Schweißaggregats zur Überwachung des Prozesses herangezogen werden, sondern die Körperschall-Emissionen des Prozesses selbst. Dadurch entsteht ein wesentlich direkteres Bild, mit dessen Hilfe auch nachgelagerte Defekte wie Spannungsrisse in der Abkühlphase detektiert werden können. Ein großer Vorteil besteht auch darin, dass Laserschweißvorgänge in gleicher Art und Weise qualifiziert werden können.

Ebenso sind HFIM-Messgeräte aber auch in materialkundlichen Laboren im Einsatz, um bei Standard-Dehnversuchen (z. B. zur Charakterisierung der Plastizität von Werkstoffen) objektive Grenzen für die Entstehung von Rissen zu liefern.